# Nokia 6650
Nokia 6650 es un teléfono móvil desarrollado por Nokia. Fue el primer teléfono 3G de la empresa, se filtró por primera vez en junio de 2002 y finalmente se dio a conocer el 26 de septiembre de 2002. También fue el primer dispositivo compatible con la banda 3G W-CDMA 2100 MHz. Una versión de 1900 MHz conocida como Nokia 6651 fue lanzada para el mercado norteamericano poco después.
Su apariencia es muy similar a la del Nokia 6100, pero con una pantalla más grande y antena externa (fue el último teléfono Nokia candybar con una externa). El 6650 utiliza la plataforma Nokia Series 40, está equipado con una cámara VGA y es compatible con aplicaciones Java ME. El dispositivo tiene 4096 colores y cuenta con Bluetooth, infrarrojos y un navegador WAP.